# Dunam
El dunam, dönüm, dunum o donum es una unidad de superficie. No es una unidad del SI.
Originalmente, un dönüm (del turco otomano ﺿﻨﻤﻕ / dönmek, vuelta) era la cantidad de tierra que un hombre podía arar en un día, lo cual constituía una cantidad de superficie que variaba considerablemente de unos lugares a otros. Sin embargo, aún se utiliza de manera más o menos unificada en varios países que formaron parte del Imperio otomano.
Entre las distintas variaciones están:
- En el Norte de Chipre, el donum equivale a 1337,8 m².
- En Irak equivale a 2500 m².
- En Israel, Jordania, Líbano, Turquía y Palestina equivale a 1000 m². Antes de la caída del Imperio otomano, el tamaño de un dönüm era de 919,3 metros cuadrados, pero durante el Mandato Británico de Palestina (1917-1948) se adoptó el dunam métrico de 1000 m², que aún se utiliza.
- Otros países que utilizan alguna variación del dunam son Libia, Siria y los países de la antigua Yugoslavia.
- En Grecia se llama el estrema (το στρέμμα, pl. τα στρέμματα, del verbo στρέφω, vuelta, giro) y equivale a 1000 m².

Parece que dönüm es originalmente la traducción de στρέμμα.

## Conversiones
Un dunam métrico equivale a:
- 1000 metros cuadrados
- 10 áreas
- 0,1 hectáreas

- 0,24710538146717 acres
- 1195,9900463011 yardas cuadradas
- 10 763,91041671 pies cuadrados